# Тайсън Кид
Теодор Джеймс „TJ“ Уилсън или накратко TJ Уилсън (роден на 11 юли 1980 г.) е канадски професионален кечист. Уилсън има договор със световната федерация по кеч и се бие в шоуто „Разбиване“ под името Тайсън Кид. Той е еднократен отборен шампион с Дейвид Харт Смит.
- Интро песни
  - New Foundation By Jim Johnston (2009 – 2010)
  - The Rising By Jane Cyra And Tony Bricheno (1 април 2012-; отбор с джъстин гейбриъл)
  - Bed Of Nails By Ronnie Stone And Neil Griffiths (2010– )

## Завършващи движения
- Swinging Fisherman Suplex
- Dungeon Lock (Crossed Leg-Trap Triangle Choke)
- Snapmare Neckbreaker
- Springboard Elbow Drop
- Sharpshooter

## Титли и отличия
- Про Kеч (Pro Wrestling Illustrated)
  - PWI го класира #58 от 500-те най-добри кечисти в PWI 500 през 2010 г.

- AWA Pinnacle Wrestling
  - AWA Pinnacle Heavyweight Championship (1 път)

- Florida Championship Wrestling
  - FCW Florida Tag Team Championship (1 път) – с Дейвид Харт Смит
  - FCW Southern Heavyweight Championship (1 път)

- Great Canadian Wrestling
  - GCW National Championship (1 път)

- Prairie Wrestling Alliance
  - PWA Tag Team Championship (1 път) – с Дейвид Харт Смит
  - PWA Championship (2 пъти)

- Stampede Wrestling
  - Stampede British Commonwealth Mid-Heavyweight Championship (1 път)
  - Stampede International Tag Team Championship (2 пъти) – с Брус Харт (1) и Неумолимия (1)
  - Stampede North American Heavyweight Championship (2 пъти)

- World Wrestling Entertainment
  - World Tag Team Championship (1 път) – с Дейвид Харт Смит
  - WWE Tag Team Championship (2 пъти настоящ) – с Дейвид Харт смит и Сезаро